# Абиль-Заде, Али Бакирович
Али Бакирович Абиль-Заде (азерб. Əli Bəkir oğlu Əbilzadə; 1930, Баку — апрель 1993, Баку) — советский футболист, нападающий. Советский и азербайджанский тренер. Заслуженный тренер Азербайджанской ССР.

## Биография
Али Абиль-Заде родился в 1930 году в Баку. В 1946 году 16-летний Али записался в футбольную секцию Центрального дворца пионеров. После первой тренировки специалист Михаил Алимкин посоветовал ему играть на позиции форварда. С 1950 года — в составе «Нефтяник» Баку. Всего за «Нефтяник» в 1950—1960 годах сыграл 122 матчей, забил 36 гола.
После завершения игровой карьеры приступил к тренерской деятельности. В 1961—1962 годах работал помощником главного тренера Бориса Аркадьева в «Нефтянике».
Скончался в апреле 1993 года в Баку, будучи тренером «Ширвана».